# Rayna Knyaginya Peak
Rayna Knyaginya Peak är en bergstopp i Antarktis. Den ligger i Sydshetlandsöarna. Argentina, Chile och Storbritannien gör anspråk på området. Toppen på Rayna Knyaginya Peak är 680 meter över havet, eller 329 meter över den omgivande terrängen. Bredden vid basen är 4,1 km.
Terrängen runt Rayna Knyaginya Peak är varierad. Trakten är glest befolkad. Närmaste befolkade plats är St. Kliment Ohridski Base, 7,3 kilometer väster om Rayna Knyaginya Peak. 